# Linea editoriale
Per linea editoriale si intendono i parametri di lavoro cui intende uniformarsi una redazione giornalistica (in un quotidiano, in un periodico, in un'emittente radiofonica o in un canale televisivo). La linea si attua su indicazione dell'editore, ovvero del proprietario del giornale, o di un suo rappresentante, il direttore editoriale. Essa riguarda sia la linea politica che il giornale persegue, ma anche quella economica e quella riguardante la visione della società e degli avvenimenti che ruotano attorno ad essa. 
Quale primo atto del suo insediamento, il direttore responsabile illustra all'assemblea dei redattori il programma politico-editoriale concordato con l'editore. Il direttore, garante della linea politica del giornale, deve coinvolgere il caporedattore ed i redattori.